# Rattus marmosurus
Rattus marmosurus — один з видів гризунів роду пацюків (Rattus).

## Поширення
Ендемік Сулавесі, Індонезія. Цей вид наземний і деревний, знайдений у різних лісових формаціях. Харчується в основному фруктами, особливо інжиром. Ніколи не був спійманий на сильно порушених територіях, хоча може трапитись на плантаціях, де поруч є хороший ліс.

## Морфологічні особливості
Гризуни середнього розміру, завдовжки 193—230 мм, хвіст — 230—263 мм, стопа — 36 — 43 мм, вухо — 13 — 24 мм. Вага досягає 230 грамів.

## Зовнішність
Хутро дуже довге, м'яке, без колючих волосків. Забарвлення спини червонувато-коричневе, окремі волоски грубо прокладені чорним і червонуватим, а вентральні частини сірувато-білими. Задня частина ніг коричнева, а пальці ніг білуваті. Хвіст довший за голову і тіло, вкритий тонкий волоссям, чорнявий у першій третині, білий у кінцевій частині. Самиці мають пару грудних сосків і дві пахові.

## Загрози та охорона
Цілком ймовірно, загрозою є обширна деградація лісів, що відбувається на нижчих висотах. Присутній на деяких охоронних територіях.